# Erhard Domay
Erhard Domay (* 30. April 1940 in Gießen; † 25. Juni 2012 in Landau in der Pfalz) war ein deutscher evangelischer Theologe.
Er wurde vor allem als Autor und Herausgeber von theologischen, liturgischen und homiletischen Veröffentlichungen zur Gottesdienstgestaltung und Predigtvorbereitung bekannt.

## Leben und Arbeitsschwerpunkte
Erhard Domay studierte von 1960 bis 1964 Evangelische Theologie und Germanistik an der Johannes Gutenberg-Universität Mainz und an der Philipps-Universität Marburg. Es folgte 1965 das Erste und 1967 das Zweite Theologische Examen bei der Evangelischen Kirche in Hessen und Nassau. Nach sieben Jahren Gemeindepfarramt (Winterkasten und Münster) wechselte er in die Evangelische Kirche der Pfalz als Leiter der theologischen Fort- und Weiterbildung (von 1975 bis 2003). Zuletzt leitete er das Projekt Vermittlung von Kunst in den Gemeinden im Landeskirchenrat der Evangelischen Kirche der Pfalz. Erhard Domay trat 2005 in den Ruhestand. Er war verheiratet mit der Künstlerin Gabriele Domay und lebte in Landau in der Pfalz.
Als Arbeitsschwerpunkte beschäftigten ihn zum einen die Zusammenhänge von Theologie und Literatur. Erhard Domay hat mehrere Lesebücher für den Religionsunterricht und die Gemeindearbeit herausgegeben. Ferner beschäftigte er sich mit dem Verhältnis von Theologie und Kunst. Neben seinen Veröffentlichungen geschah dies vor allem durch von ihm organisierte Tagungen und Studienreisen mit spirituellen und ganzheitlichen Zielsetzungen in Deutschland und in Frankreich sowie durch seine Beteiligung an der Konzeption der Ausbildung Kirchenführungsschein. Auf diese Weise hat er über Jahrzehnte über die Grenzen der eigenen evangelischen Landeskirche hinaus vielen Menschen Kunstwerke, Kirchengebäude und andere Baudenkmäler nahegebracht.
Seine literarische und redaktionelle Arbeit zu den Themen Liturgie und Gottesdienst ist dokumentiert in der Herausgabe zahlreicher Veröffentlichungen und durch die Mitarbeit bei Rundfunksendern. So ist Erhard Domay beispielsweise Herausgeber mehrerer Reihen von Arbeitshilfen für die Gestaltung von Gottesdiensten (u. a. der Reihe Gottesdienstpraxis, Serie A, Arbeitshilfen für die Gottesdienste zu den Sonn- und Feiertagen des Kirchenjahres, 1977 bis 1989 und 1993 bis 2013; der Serie B, Arbeitshilfen für die Gestaltung von Gottesdiensten zu Kasualien, Feiertagen, besonderen Anlässen und Arbeitsbücher für die Gemeindepraxis von 1988 bis 2007), sowie Mitherausgeber der Zeitschrift für Gottesdienst und Predigt (seit 1983 bis 2007). Seit den 1990er Jahren engagierte er sich dabei für eine inklusive, gerechte Sprache im Gottesdienst und in der kirchlichen Praxis. Erhard Domay war einer der Herausgeber der Bibel in gerechter Sprache und mehrerer Buchveröffentlichungen mit diesem Schwerpunkt.

## Werke (Auswahl)
- Und es lohnt sich doch. Tagebuch eines Pfarrers. Gütersloh 1977.
- mit Johannes Jourdan, Horst Nitschke (Hg.):  Rufe. Religiöse Lyrik der Gegenwart. Band 1 Gütersloh 1979, Band 2: Gütersloh 1981.
- (Hg.):  Mit Vertrauen leben. Lesebuch für Gespräche über den Glauben. Band 1 Auf dem Weg zu mir selbst. Stuttgart 1983; Band 2 Auf der Suche nach Gott. Stuttgart 1984.
- Dein heiliger Engel sei mit mir. Gedanken und Bilder von den Wegen Gottes in unserer Welt. Lahr 1991.
- (Hg.):  Menschenzeit Gotteszeit. Ein Vorlesebuch zum Kirchenjahr für Schule und Gemeinde. Lahr 1992.
- Vorlesebuch Symbole. Geschichten zu biblischen Bildwörtern. Für Kinder von 6–12 Jahren. Lahr 1994 3. Auflage.
- (Hg.):  Leben in Gemeinschaft mit der Schöpfung. Ein Vorlesebuch für Schule und Gemeinde. Lahr 1994.
- Mein Engel hat immer Zeit für mich. Mit sechs farbigen Abbildungen. Verlag Ernst Kaufmann,  Lahr 1993. (Katholischer Kinder- und Jugendbuchpreis der Deutschen Bischofskonferenz 1995 Empfehlung)
- mit Ursel Heinz:  Wende dich zu mir. Gebete mit Sterbenden. Gütersloh 1995.
- mit Hanne Köhler (Hg.):  der gottesdienst, Liturgische Texte in gerechter Sprache. Teil 1:  Der Gottesdienst. Gütersloh 1997.
- mit Hanne Köhler (Hg.):  der gottesdienst, Liturgische Texte in gerechter Sprache. Teil 2:  Das Abendmahl/Die Kasualien. Gütersloh 1998.
- mit Hanne Köhler (Hg.):  der gottesdienst, Liturgische Texte in gerechter Sprache. Teil 3:  Die Psalmen, Gütersloh 1998.
- mit Hanne Köhler (Hg.):  der gottesdienst, Liturgische Texte in gerechter Sprache. Teil 4:  Die Lesungen. Gütersloh 2001.
- mit Vera-Sabine Winkler: Im Brennglas der Worte. Zeitgenössische Lyrik als Element der Liturgie. Gütersloh 2002.
- Spiritualität leben. Gütersloh 2002
- mit Hanne Köhler (Hg.):  Werkbuch Gerechte Sprache in Gemeinde und Gottesdienst. Gütersloh 2003.
- mit Hanne Köhler (Hg.):  Gottesdienstbuch in gerechter Sprache. Gebete, Lesungen, Fürbitten und Segenssprüche für die Sonn- und Feiertage des Kirchenjahres. Gütersloh 2003.
- mit Hanne Köhler (Hg.):  Die Feste im Kirchenjahr. Gottesdienste und Erläuterungen zum Feiern in gerechter Sprache. Gütersloh 2004.
- mit Burkhard Jungcurt, Hanne Köhler (Hg.):  Singen von deiner Gerechtigkeit. Das Gesangbuch in gerechter Sprache. Gütersloh 2005.
- Neue Gottesdienstgebete. Gebete für alle Sonn- und Feiertage des Kirchenjahres. Gütersloh 2005.
- mit Margarete Luise Goecke-Seischab: Botschaft der Bilder. Christliche Kunst sehen und verstehen lernen. Lahr 2005; 2. veränderte Auflage (1. Auflage 1990).
- mit Ulrike Bail, Frank Crüsemann, Marlene Crüsemann, Jürgen Ebach, Claudia Janssen, Hanne Köhler, Helga Kuhlmann, Martin Leutzsch, Luise Schottroff (Hg.): Bibel in gerechter Sprache. Gütersloh 2006, 3. Auflage 2007.